# Бараниха (Воскресенский район)
Бараниха — деревня в составе Богородского сельсовета в Воскресенском районе Нижегородской области.

## География
Находится в правобережье Ветлуги на расстоянии примерно 11 километров по прямой на юг-юго-восток от районного центра поселка  Воскресенское.

## История
Деревня известна с начала XIX века. В 1859 году она входила в Макарьевский уезд Нижегородской губернии, и в ней было отмечено 25 дворов и 209 жителей. Последний владелец Левашов. В 1911 году учтен 51 двора, в 1925 году 227 жителей.

## Население
Постоянное население составляло 20 человек (русские 95%) в 2002 году, 4 в 2010 году .

## Достопримечательности
Загородная усадьба «Бараниха».